# UHome
UHome是香港一間已經結業的網頁寄存公司，它於1999年8月1日創立，曾經是香港最著名的免費網頁寄存公司之一，它的免費會員人數曾多達七萬，部份會員網站直至2003年都是一直在香港十大流量網站之內，UHome已經於2006年結業。
Uhome在2001年建立的進階會員及星級會員制度曾經吸引不少網站加盟，UGameAsia和AK Zone等均曾經是它旗下的網站。之後推出的「smart UHOME」收費網存服務也吸引了無數的顧客。

## 網存服務
UHome採取一人一戶口政策以防止網頁寄存服務被濫用，每位會員最多只可以擁有一個網站，而它自行開發的戶口管理程式命名為 「UACCT」（萬用戶口控制中心）。

### 免費會員
- 38MB免費網頁寄存空間[1]（可存放最多4000個檔案）
- 支援自設Perl、SSI、PHP
- 副域名（yourname.uhome.net）
- 免費電郵轉寄
- 可自行設計錯誤頁面
- 會員必須為香港居民

### 進階會員
普通會員所享有的服務加上：
- 100MB免費網頁寄存空間（可放最多8000個檔案）
- MySQL資料庫伺服器支援
- 進階會員共享的專用伺服器
- 需先獲UHome業務發展總監邀請

### 星級會員
進階會員所享有的服務加上：
- 免費無限網頁寄存空間（不限制檔案存放數量）
- 免費域名
- 星級會員共享的專用伺服器
- 免費網站推廣及設計指導
- 免費POP3電郵支援
- 需由UHome業務發展總監邀請

## 伺服器
UHome曾擁有超過10部伺服器為免費會員、進階會員和星級會員提供網存服務，所有伺服器存放於香港的知名數據中心（例如：先達電腦網絡有限公司、iAdvantage、HKNet、iLink和新世界電訊），提供高速香港本地網絡連線。大部份伺服器使用FreeBSD作業系統，除了硬碟故障，故障的機會很少，它的伺服器的管理人員的維修效率亦很高。

## UHome熱心會員
UHome曾經有一班長期忠實的熱心會員，他們的工作一般是幫助解答會員的一般查詢及協助管理員找尋違反規則的用戶網站。

## 結業
2003年7月，由於UHome內部發生大型人事變動，導致不少進階會員及星級會員離開，自此以后UHome便維持有限度服務。
由於伺服器缺乏人手管理，最終UHome於2006年完全結業，但UHome的熱心會員至今仍有不定期的聚會。
2009年4月，部份熱心會員之間傳出重組UHome.net的消息。